# Синапса
У нервном систему, синапса је структура која дозвољава неурону (или нервној ћелији) да пренесе електрични или хемијски сигнал другом неурону или циљној ефекторској ћелији. Синапсе су неопходне за пренос нервних импулса са једног неурона на други. Неурони су специјализовани да преносе сигнале појединачним циљним ћелијама, а синапсе су начин на који то раде. У синапси, мембрана неурона који преноси сигнал (пресинаптички неурон) долази у блиску апозицију са мембраном циљне (постсинаптичке) ћелије. И пресинаптичка и постсинаптичка места садрже широк низ молекуларних машина које повезују две мембране заједно и спроводе процес сигнализације. 
У многим синапсама пресинаптички део се налази на аксону, а постсинаптички део на дендриту или соми (телу неурона). Астроцити такође размењују информације са синаптичким неуронима, реагујући на синаптичку активност и, заузврат, регулишући неуротрансмисију. Синапсе (барем хемијске синапсе) се стабилизују у свом положају помоћу синаптичких адхезионих молекула (SAM) који излазе из пре- и пост-синаптичког неурона и држе се заједно где се преклапају; SAM-ови такође могу помоћи у стварању и функционисању синапси.
Синапсе су спојеви између самих нервних ћелија и између нервних ћелија и ефекторских ћелија, а то су ћелије мишића и жлезди. Постоје две различите врсте синапси: електричне и хемијске.

## Електричне синапсе
Овакве синапсе су код људи заступљене у срчаним и глатким мишићним ћелијама.
Електричне синапсе су у ствари директни канали за провођење електричне струје са једне ефекторске ћелија на другу. Ти канали се зову пукотинасте везе (енгл. gap junctions). Они су изграђени из два кружна канала-конексона који потичу од ћелија које граде синапсу и спајају се у један канал. Конексони настају од 6 протеинских молекула-конексина који су распоређени у круг и граде његове зидове. 
У овим синапсама се веома брзо преноси електрична струја, што омогућава да се све мишићне ћелије једног глатког мишића и срца истовремено контрахују. Такође овим синапсама се информације преносе у оба правца. Са пресинаптичке на постсинаптичку ћелију и обратно. Електричне синапсе се не замарају.

## Хемијске синапсе
Код људи су све синапсе у централном нервном систему хемијске синапсе. Када нервни импулс стигне до краја пресинаптичке нервне ћелије (неурон)а она секретује на својим крајевима супстанцу неуротрансмитер, која се везује за рецепторе на постсинаптичком неурону и изазива појаву електричног импулса. На тај начин се електрични импулс преноси на суседни неурон. Овај процес зове се ексцитација. Неуротрансмитер не мора само да преноси импулсе на друге неуроне, већ може и да блокира њихово преношење. Овај процес се зове инхибиција.
Хемијске синапсе проводе нервне импулсе само у једном правцу са пресинаптичког на постсинаптички неурон. То их чини веома погодним за пренос информација у централном нервном систему, јер омогућава да нервни сигнали буду усмерени у једно смеру, ка циљним структурама.

### Анатомија хемијских синапси
Хемијске синапсе се састоје од:
- пресинаптичког завршетка,
- синаптичке пукотине
- постсинаптичких рецептора.

Пресинаптички завршеци имају изглед чворића, због чега се зову и завршни чворићи или синаптички чворићи.
У унутрашњости пресинаптичког завршетка налазе се митохондрије и синаптичке везикуле. У синаптичким везикулама се налазе неуротрансмитери. Митохондрије обезбеђују енергију у виду АТП-а, која је потребна за синтезу неуротрансмитера. Нервни импулс (акциони потенцијал) се шири дуж нерва изазивајући његову деполаризацију. Када нервни импулс достигне пресинаптичке чвориће он изазива њихову деполаризацију. Ћелијска мембрана пресинаптичког завршетка садржи доста волтаж-зависних калцијумских канала. Када се мембрана деполарише отварају се ови канали и јони калцијума улазе у пресинаптички завршетак из спољашње средине. Јони калцијума се везују на одређена места на унутрашњој површини мембране која се зову места за ослобађање. То изазива кретање синаптичких везикула и ослобађање неуротрансмитера у спољашњу средину, односно у синаптичку пукотину. Не испразне се све везикуле већ само један део.
На мембрани постсинаптичког неурона налазе се разни рецептори. Ови рецептори имају две компоненте: 
- везујућу, која стрчи споља и везује неуротрансмитер и
- јоноформску компоненту, која пролази целом дебљином ћелијске мембране у унутрашњост ћелије.

Јоноформска компонента може бити у облику јонских канала који дозвољавају пролазак специфичних јона кроз мембрану или у облику система секундарног гласника. Секундарни гласници су супстанце који преносе информације унутар ћелије до једра.
- Јонски канали

Постоје две врсте канала: анјонски и катјонски. Анјонски пропуштају негативне јоне, највећим делом су то јони хлора. То су инхибициони канали.
Катјонски канали могу пропуштати јоне натријума, калцијума и калијума. Натријумски и калцијумски канали врше ексцитаторну, а калијумски инхибиторну функцију.
Јонски канали делују брзо и кратко.
- Систем секундарног гласника

Многе функције нервног система нпр. памћење захтевају дуготрајне промене. Јонски канали нису погодни за ову функцију. Дуготрајне промене се остварују активацијом система секундарног гласника. Постоје више врста овог процеса, а најчешћи је Г-протеин. 
Г-протеин је закачен за део постсинаптичког рецептора са унутрашње стране ћелијске мембране. Састоји се од 3 компоненте: α компоненте, која је активаторски део Г-протеина, β и γ компоненте, које причвршћују Г протеин с ћелијску мембрану и рецептор. Након активације рецептора се α део одваја од β и γ дела Г-протеина и креће се слободно у цитоплазми ћелије. Унутар цитоплазме α подјединица може да врши следеће улоге:
1. Отварање специфичних јонских канала. Ови канали су отворени дуже времена него кад се активирају без посредовања секундарног гласника.
2. Активација цикличног аденозин монофосфата (цАМП) или цикличног гуанозин монофосфата (цГМП). Ове супстанце доводе до даљих промена

1. Активација једног или више интрацелуларних ензима.
2. Активација транскрипције гена. Транскрипција доводи до синтезе нових протеина у ћелији, што изазива промену структуре, функције и метаболизма ћелије.

### Карактеристике хемијских синапси
- Замор синапсе

Када се хемијске синапсе узастопно стимулишу фреквенца преношења сигнала на постсинаптички неурон се временом смањује. Ова појава игра важну регулацији преношења импулса у нервном систему. Нпр ако дође до епилептичког напада долази до стимулације синапси великом брзином. Временом се ове синапсе заморе и услед прекида преношења импулса епилептички напад престаје.
Узрок замарања синапсе је утрошак неуротрансмитера који се налази у синаптичким везикулама. Потребно је време да би се нова количина синтетисала.
- Утицај промене pH вредности на синаптичку трансмисију

Алкалоза појачава ексцитабилност неурона, ацидоза смањује његову осетљивост.
- Утицај хипоксије на синаптичку трансмисију

Прекид снабдевања кисеоником (хипоксија) смањује ексцитабилност синапси
- Утицај неких супстанци и лекова на синаптичку трансмисију

Кофеин, теофилин, теобромин повећавају синаптичку трансмисију.
- Синаптичко задржавање

У току превођења нервног импулса потребно је одређено време за процесе секреције неуротрансмитера, његову дифузију кроз синаптичку пукотину, везивање и активирање рецептора. То време чини синаптичко кашњење.

## Ексцитација и инхибиција
Неки постсинаптички рецептори када се активишу изазивају активацију (ексцитацију) постсинаптичког неурона, док други инхибишу постсинаптички неурон.

### Ексцитација
Ексцитацију изазивају следеће промене на постсинаптичком неурону:
1. Отварање натријумских канала.

Уласком јона натријума у ћелију долази до раста мембранског потенцијала (негативност потенцијала мировања се смањује), што може довести до његове деполаризације односно појаве електричног импулса (акционог потенцијала).
1. Затварање калијумских и хлоридних канала.

Јони калијума напуштају ћелију кроз поменуте канале. Одласком калијума мембрански потенцијал се смањује (тј негативност се повећава), чиме се потенцијал удаљава од прага акционог потенцијала.
Јони хлора су негативно наелектрисани па њихов улазак споља такође повећава негативност мировног потенцијала.
1. Различите промене унутрашњег метаболизма ћелије повећавају ексцитабилност ћелије.

#### Електрични догађаји за време ексцитације неурона
Потенцијал нервне ћелије у стању мировања је од -65 до -90 mV у зависности од величине ћелије и дебљине нервног влакна. Услед активирања синапсе, секреције неуротрансмитера и његовог везивања за постсинаптичке рецепторе долази до отварања натријумских канала и уласка јона натријума у унутрашњост ћелије. Та изазива пораст потенцијала ћелије. Уколико потенцијал довољно порасте доводи до деполаризације нервне ћелије. Наиме пораст потенцијала активира отварање нових волтаж-зависних натријумских канала чиме долази до новог пораста потенцијала и до акционог потенцијала. Да би изазвао ове промене пораст потенцијала изазван везивањем нуротрансмитера нора бити довољно велик нпр. са -65 на око -45 mV. Тај пораст потенцијала зове се ексцитацијски постсинаптички потенцијал (ЕПСП). У овом случају пораст износи око +20 mV. Уколико везивање неуротрансмитера не изазове довољно велику промену мировног потенцијала, да би се активирали волтаж-зависни натријумски канали, стварање нервног импулса ће изостати и информација неће бити пренета на постсинаптички неурон. 
Активирање једне синапсе никада не може самостално да доведе до ЕПСП-а, јер је количина неуротрансмитера сувише мала. За активацију је потребно активирање великог броја синапси.

### Инхибиција
Инхибицију изазивају следеће промене:
1. Отварање канала за јоне хлора.
2. Отварање калијумских канала.
3. Затварање натријумских канала.

#### Електрични догађаји за време инхибиције неурона
Инхибиција може бити пресинаптичка и постсинаптичка.
- Пресинаптичка инхибиција

Код инхибиције неурона везивање неуротрансмитера доводи до активације хлоридних канала. Улазак јона хлора додатно смањује мировни потенцијал нпр. са -65 на -70 mV. На тај начин мировни потенцијал се удаљава од прага активације (нпр. -45 mV). Ова појава зове се хиперполаризација, а потенцијал инхибицијски постсинаптички потенцијал (ИПСП).
Неуротрансмитер глицин изазива овај тип инхибиције
- Постсинаптичка инхибиција

Дешава се у пресинаптичким чворићима. Нервни импулс који се шири низ пресинаптички неурон се отварањем хлоридних канала смањује и поништава. Тиме не долази до ослобађања неуротрансмитера из пресинаптичких чворића.
Неуротрансмитер ГАБА (γ-амунобутерна киселина) изазива врши овај тип инхибиције.
Такође и излазак калијумових јона из ћелије доводи до хиперполаризације.

### Временска и просторна сумација у неуронима
Сумација представља појаву да велики број електричних потенцијала који су слаби и самостално не могу да изазову ЕПСП, заједно могу изазвати појаву ЕПСП-а, односно деполаризацију неурона.
Сумација може бити просторна, истовремено на различитим местима неурона се активирају синапсе и временска уколико у врло кратком времену након прве активације синапси следи друга активација истих синапси. Промена мембранског потенцијала коју изазове прва промена траје око 15 ms, тако да ако у овом временском периоду дође до нове промене потенцијала оне се сумирају.